# Дорія Тільє
Дорія Тільє (фр. Doria Tillier народилася 27 березня 1986) — французька фотомодель, акторка. Завоювала світову популярність після виходу картини "Він і Вона" (2017).

## Життєпис
Дорія Тільє навчалася в одному з найстаріших і найпрестижніших французьких навчальних закладів: у ліцеї Кондорсе, в Парижі . Після закінчення навчання працювала офіціанткою. З 2008 по 2010 рік навчалася в Театральному училищі „Laboratoire De L'acteur-Hélène Zidi“. В юності Тільє деякий час працювала професійною моделлю, а також знімалася в короткометражних фільмах і рекламних роликах, у тому числі в рекламі парфумів Mademoiselle Ricci . З 27 серпня 2012 до червня 2014 року Тільє працювала на телеканалі Canal + у передачі „Le Grand Journal“ ведучою прогнозу погоди, замінивши Сольвейг Редігер-Лізлов.
Тільє знімалася в серіалі „Спеціальна митна служба“ (фр. Action spéciale douanes який показували на телеканалі France 2 . Також вона знімалася у трилері «Криваві квіти» (англ. Bloody Flowers ) режисера Річарда Томсона разом із Амандою Лір.
У 2017 році Дорія Тільє виконала головну жіночу роль у трагікомедії " Він і Вона ", що стала режисерським дебютом для її чоловіка Ніколя Бедоса, який також зіграв у фільмі.